# Grand Prix automobile de Marseille 1946
Le Grand Prix automobile de Marseille 1946 est un Grand Prix qui s'est tenu sur le circuit de l'Avenue du Prado le 12 mai 1946.

## Première manche

### Classement de la première manche
| Pos. | no | Pilote               | Écurie                      | Châssis         | Tours | Temps/Abandon             |
| ---- | -- | -------------------- | --------------------------- | --------------- | ----- | ------------------------- |
| 1    | 34 | Robert Mazaud        | Privé                       | Maserati 4CL    | 15    | 34 min 12 s 0 (94,4 km/h) |
| 2    | 4  | Eugène Chaboud       | Écurie France               | Delahaye 135S   | 15    | + 30 s 9                  |
| 3    | 8  | Georges Grignard     | Écurie France               | Delahaye 135S   | 15    | + 1 min 13 s 9            |
| 4    | 36 | Paul Friderich       | Écurie France               | Delahaye 135S   | 15    | + 1 min 53 s 0            |
| 5    | 32 | Harry Schell         | Écurie Lucy O'Reilly Schell | Maserati 6CM    | 15    | + 2 min 5 s 2             |
| 6    | 16 | Ciro Basadonna       | Privé                       | Maserati 4CL    | 14    | + 1 tour                  |
| Abd. | 8  | Franco Cortese       | Privé                       | Maserati 4CL    |       |                           |
| Abd. | 12 | Philippe Verkade     | Privé                       | Maserati 4CM    |       | Accident                  |
| Abd. | 18 | Alexandre Constantin | Privé                       | Maserati 26     |       |                           |
| Abd. | 42 | Pierre Larrue        | Privé                       | Delahaye 135S   |       |                           |
| Abd. | 10 | Arialdo Ruggieri     | Privé                       | Bugatti T35C    | 11    |                           |
| Abd. | 58 | Eugène Martin        | Privé                       | Martin Speciale |       | Accident                  |

- Légende: Abd.=Abandon - Np.=Non partant.

## Deuxième manche

### Classement de la deuxième manche
| Pos. | no | Pilote                  | Écurie                         | Châssis       | Tours | Temps/Abandon              |
| ---- | -- | ----------------------- | ------------------------------ | ------------- | ----- | -------------------------- |
| 1    | 2  | Raymond Sommer          | Privé                          | Maserati 4CL  | 15    | 33 min 26 s 0 (96,57 km/h) |
| 2    | 24 | Enrico Platé            | Privé                          | Maserati 4CL  | 15    | + 2 min 2 s 2              |
| 3    | 14 | Emmanuel de Graffenried | Privé                          | Maserati 4CL  | 15    | + 2 min 22 s 2             |
| 4    | 50 | Marcel Balsa            | Privé                          | Bugatti T51   | 15    | + 3 min 7 s 3              |
| 5    | 40 | Roger Hillier           | Écurie France                  | Delahaye 135S | 14    | + 1 tour                   |
| 6    | 46 | Jean Lucas              | Privé                          | Alfa Romeo 8C | 13    | + 2 tours                  |
| Abd. | 6  | Tazio Nuvolari          | Privé                          | Maserati 4CL  | 14    | Valve                      |
| Abd. | 64 | Ugo Puma                | Privé                          | Maserati 6CM  |       |                            |
| Abd. | 62 | Discoride Lanza         | Privé                          | Maserati 6CM  |       |                            |
| Abd. | 30 | Henri Louveau           | Scuderia Automovilistica Milan | Maserati 6CM  |       | Valve                      |
| Abd. | 48 | Maurice Trintignant     | Privé                          | Bugatti T35C  |       | Magnéto                    |

- Légende: Abd.=Abandon - Np.=Non partant.

## Dernière manche

### Classement de la dernière manche
| Pos. | no | Pilote                  | Écurie                      | Châssis       | Tours | Temps/Abandon                  |
| ---- | -- | ----------------------- | --------------------------- | ------------- | ----- | ------------------------------ |
| 1    | 2  | Raymond Sommer          | Privé                       | Maserati 4CL  | 35    | 1 h 20 min 37 s 7 (93,98 km/h) |
| 2    | 24 | Enrico Platé            | Privé                       | Maserati 4CL  | 34    | + 1 tour                       |
| 3    | 38 | Georges Grignard        | Écurie France               | Delahaye 135S | 34    | + 1 tour                       |
| 4    | 10 | Arialdo Ruggeri         | Privé                       | Maserati 4CL  | 34    | + 1 tour                       |
| 5    | 14 | Emmanuel de Graffenried | Privé                       | Maserati 4CL  | 33    | + 2 tours                      |
| 6    | 40 | Roger Hillier           | Écurie France               | Delahaye 135S | 33    | + 2 tours                      |
| 7    | 4  | Eugène Chaboud          | Écurie France               | Delahaye 135S | 32    | + 3 tours                      |
| Abd. | 16 | Ciro Basadonna          | Privé                       | Maserati 4CL  | 26    | Moteur                         |
| Abd. | 36 | Paul Friderich          | Écurie France               | Delahaye 135S | 5     | Feu                            |
| Abd. | 34 | Robert Mazaud           | Privé                       | Maserati 4CL  | 0     | Accident                       |
| Abd. | 46 | Jean Lucas              | Privé                       | Alfa Romeo 8C | 5     | Feu                            |
| Np.  | 32 | Harry Schell            | Écurie Lucy O'Reilly Schell | Maserati 6CM  |       | Pneumatiques                   |
| Np.  | 50 | Marcel Balsa            | Privé                       | Bugatti T51   |       | Non partant                    |

- Légende: Abd.=Abandon - Np.=Non partant.

## Pole position et record du tour
- Pole position :  Raymond Sommer (Maserati) meilleur temps des manches préliminaires.
- Meilleur tour en course :  Tazio Nuvolari (Maserati) en 2 min 6 s 7 (101,93 km/h).